# Francisco Fernández del Pino
Francisco Fernández del Pino Burgos-León I Comte de Pinofiel i Vescomte de Solís (Antequera, 13 d'abril de 1768 - Madrid, 26 de gener de 1843) va ser un polític i jurista espanyol, que va arribar a ser governador de la Sala d'Alcaldes de Casa i Cort del Consell de Castella, Ministre del Consell Reial, Ministre de Gracia i Justícia (Secretari de Despatx) en l'avantpenúltim i últim govern de Ferran VII i al primer govern del regnat d'Isabel II amb Francisco Cea Bermúdez durant la regència de Maria Cristina. Magistrat del Tribunal Suprem, també va arribar a ostentar la presidència de l'alt tribunal entre 1838 i 1840.
Format en Lleis en la Universitat de Granada, va ser catedràtic a la mateixa universitat. Va ser Degà de l'Audiència de Sevilla, regent de la Reial Audiència d'Extremadura i de la Reial Audiència i Cancelleria de Granada durant el regnat de Fernando VII. Als tres dies de ser nomenat Ministre de Gracia i Justícia per Ferran, va assistir com a Notari Major del regne a la declaració del monarca per la qual declarava nul·la la Pragmàtica Sanció. Va ser Pròcer del Regne de 1834 a 1835 i senador per la província de Màlaga de 1837 a 1843. Va rebre l'Orde de Carles III.